# اسس
شهر اسس (به فرانسوی: Assesse) در شهرستان نمور در استان نمور در منطقه فدرال والوون در کشور بلژیک واقع شده‌است.